# Liste des édifices gothiques en brique du nord de la France
Le gothique de brique dans le nord de la France relève surtout de la culture flamande et de son influence. La plupart des édifices sont situés dans le Westhoek français (partie anciennement flamingante de la Flandre française, et correspondant à l'arrondissement de Dunkerque) où presque toutes les églises anciennes sont en brique (au moins partiellement), mais on a aussi érigé quelques édifices gothiques de brique dans les régions alentour, comme en Artois. En Flandre romane en revanche les églises gothiques anciennes sont le plus souvent en pierre (en craie des carrières du Mélantois).
Dans le Westhoek français la couleur des briques est variable, elle est le plus souvent claire (blanchâtre à jaune), surtout vers le nord près du littoral, on l'appelle fréquemment « brique de sable ». La brique rouge est plus fréquente au sud de la zone, en Flandre intérieure. Dans certaines localités les deux types de brique peuvent s'associer sur un même bâtiment. Les églises du Westhoek sont typiquement des églises-halles (hallekerque en flamand) constituées de trois nefs de hauteur égale couvertes par trois toitures parallèles. Les clochers sont parfois imposants et peuvent être positionnés au-dessus de la croisée ou en narthex.
La plupart des édifices gothiques flamands en brique relèvent du gothique tardif, tandis que les parties les plus anciennes des églises sont généralement en pierre. Ce style gothique tardif flamand en brique a perduré dans la région jusqu'à la fin du XVIIe siècle.
De très nombreuses églises néogothiques en brique (surtout en brique rouge) ont aussi été construites dans une vaste partie le nord de la France aux XIXe et XXe siècles, mais elles ne sont pas listées ici.

## Nord et Pas-de-Calais
| Département   | Lieu                   | Édifice                                  | Construit en              | Notes | Image |
| ------------- | ---------------------- | ---------------------------------------- | ------------------------- | --- | ----- |
| Nord          | Arnèke                 | Église Saint-Martin                      |                           | (images) |       |
| Nord          | Bambecque              | Église Saint-Omer                        |                           | brique de sable |       |
| Nord          | Bergues                | Beffroi                                  | XIVe – XVIe siècles       | détruit en 1944, reconstruit assez différemment en 1961 (images) |       |
| Nord          | Bergues                | Église Saint-Martin                      |                           | (images) |       |
| Nord          | Blaringhem             | Église Saint-Martin                      |                           | seule la tour et une partie de la nef sont en brique, pseudo-basilique |       |
| Nord          | Bourbourg              | Église Saint-Jean-Baptiste               |                           | partiellement en brique (images) |       |
| Nord          | Brouckerque            | Église Saint-Folquin                     |                           | |       |
| Nord          | Cappelle-Brouck        | Église Saint-Jacques-le-Majeur           |                           | briques grises: des parties en brique, d'autres en pierre et des parties mixtes |       |
| Nord          | Douai                  | Maison Notre-Dame                        |                           | |       |
| Nord          | Douai                  | Église Notre-Dame                        | XIIe – XVe siècles        | calottes des voûtes et une partie des murs intérieurs; l'extérieur est tout en grès |       |
| Nord          | Dunkerque              | Beffroi                                  | XVe siècle                | (images) |       |
| Nord          | Dunkerque              | Église Saint-Eloi                        |                           | (images) |       |
| Nord          | Esquelbecq             | Église Saint-Folquin                     |                           | mais la combinaison décorative de briques rouges et jaunes est très tardive, 1610 (images) |       |
| Nord          | Esquelbecq             | Château d'Esquelbecq                     | XIIe siècle               | grande rénovation depuis 1606 |       |
| Nord          | Hazebrouck             | Église Saint-Éloi                        |                           | église essentiellement en brique rouge, mais avec angles et encadrements en pierre (grès dur gris et craie tendre blanche) et flèches en pierre (craie) (images)                                                                 |       |
| Nord          | Hondschoote            | Église Saint-Vaast                       | XVe siècle, clocher 1513  | considérée comme la plus belle église gothique en brique de Flandre française, la « Witte torre » (tour blanche) construite en 1513 a une flèche en brique qui culmine à 82 mètres et domine fortement l'église-halle très basse |       |
| Nord          | Houtkerque             | Église Saint-Antoine                     |                           | (images) |       |
| Nord          | Killem                 | L'église                                 | XVIe et XVIIe siècles     | Brique de sable |       |
| Nord          | Lederzeele             | Église de l'Assomption-de-Notre-Dame     |                           | brique de sable |       |
| Nord          | Ledringhem             | Église Saint-Omer de Ledringhem          |                           | briques rouges et motifs en briques de sable |       |
| Nord          | Millam                 | Église Saint-Omer                        | XVe siècle                | brique de sable |       |
| Nord          | Morbecque              | Église Saint-Firmin                      |                           | |       |
| Nord          | Noordpeene             |                                          |                           | clocher et flèche gothiques (en brique jaune), le reste de l'église est néogothique (en brique rouge) |       |
| Nord          | Oost-Cappel            | Église Saint-Nicolas                     |                           | seulement la nef du nord |       |
| Nord          | Quaëdypre              | Église Saint-Omer                        |                           | |       |
| Nord          | Rexpoëde               | Église Saint-Omer                        |                           | l'église est en partie gothique, mais le clocher et la flèche sont néogothiques (style néoflamand) |       |
| Nord          | Rubrouck               | D'Oude Hofstee (La vieille ferme-manoir) |                           | un rare exemple préservé en France d'architecture gothique (tardive) rurale flamande |       |
| Nord          | Saint-Georges-sur-l'Aa | Église Saint-Georges                     |                           | |       |
| Nord          | Saint-Jans-Cappel      | La tour de l'église St Jean Baptiste     | 1557                      | gothique/Renaissance |       |
| Nord          | Samer                  | Église Saint-Martin                      |                           | |       |
| Nord          | Socx                   | Église Saint-Léger                       |                           | |       |
| Nord          | Staple                 | Église Saint-Omer                        |                           | |       |
| Nord          | Steenvoorde            | Église Saint-Pierre                      |                           | |       |
| Nord          | Valenciennes           | Église Saint-Géry                        | 1er tiers du XIIIe siècle | Une partie des murs et des contreforts en brique ; originellement abbatiale des Frères mineurs des récollets ; clocher du XIXe siècle                                                                                            |       |
| Nord          | Volckerinckhove        | Église Saint-Folquin                     |                           | |       |
| Nord          | Warhem                 | Église Notre-Dame de l'Assomption        |                           | |       |
| Nord          | Watten                 | Abbaye Notre-Dame du Mont                |                           | ruine (images) |       |
| Nord          | Watten                 | Église Saint-Gilles                      |                           | (images) |       |
| Nord          | West-Cappel            | Église Saint-Sylvestre                   |                           | |       |
| Wormhout      | Église Saint-Martin    | restaurée 1547–1689                      |                           | brique de sable |       |
| Pas de Calais | Arras                  | Hôtel Les Trois Luppars                  | 1467                      | |       |
| Pas de Calais | Calais                 | Église Notre-Dame                        |                           | partiellement en brique (images) |       |
| Pas de Calais | Calais                 | Tour du Guet                             |                           | |       |
| Pas de Calais | Ham-en-Artois          | Église Saint-Sauveur                     |                           | partiellement en brique (images) |       |
| Pas de Calais | Hesdin                 | Église Notre-Dame                        | jusqu'à 1554              | portail de style Renaissance datant de 1585 (Wikimedia sans images de la phase gothique) |       |
| Pas de Calais | Zutkerque              | Église Saint-Martin                      |                           | |       |

La « reconstruction » de l'hôtel de ville et du beffroi de Bailleul fut une création prèsque toute nouvelle, voir la présentation historique.

## Somme
| Département | Lieu               | Édifice                                  | Construit en | Notes    | Image |
| ----------- | ------------------ | ---------------------------------------- | ------------ | -------- | ----- |
| Somme       | Beaucamps-le-Jeune | Église Notre-Dame-de-l'Assomption        | XVIIe siècle | (images) |       |
| Somme       | Rambures           | Château de Rambures                      | XVe siècle   |          |       |
|             | Tilloloy           | Église Notre-Dame de Lorette de Tilloloy | XVIe siècle  | (images) |       |